# 新星堂
新星堂（しんせいどう、英: SHINSEIDO）は、REXTが運営するCD・DVD・レコード・書籍販売店。オリコンチャート加盟店。

## 概説
国内ではタワーレコード、HMVなどと並ぶ大手のCD・DVD・レコード販売店であり、2003年にTSUTAYAに抜かれるまではCD・DVDの販売では最大手であった。2018年4月時点で102店舗の直営店を展開していたが2025年現在では28店舗に減少している。
東京都杉並区が創業の地であり、かつては本社を荻窪駅そばの杉並公会堂隣接地に置いた。1974年に完成した本社社屋は、1・2階にレコード・CD・楽器等の販売店舗も併設されていたが、のちに本社機能のみとされた。2013年8月に茨城県つくば市へ本社を移転し、東京都杉並区の本社跡地は伊藤忠都市開発によるマンションが建設された。
2016年2月23日付で、親会社であるワンダーコーポレーション（後のREXT Holdings）が自主再建を断念した新星堂を吸収合併した。合併後も新星堂は店舗ブランドとして継続されている。

## 略史

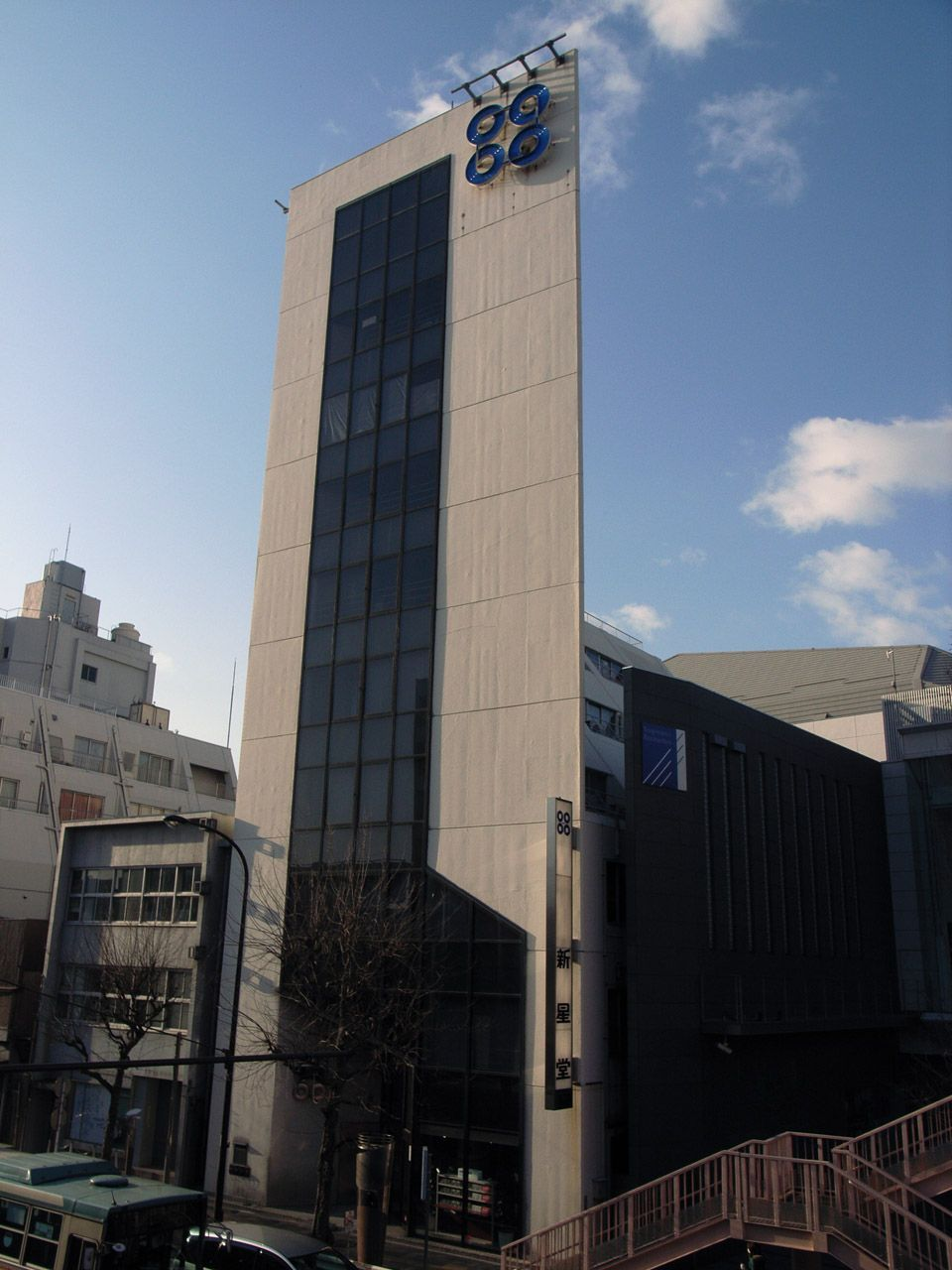
新星堂旧本社ビル（東京都杉並区上荻）

1949年（昭和24年）7月、東京都杉並区の高円寺（数坪の店舗）で宮崎正守が創業。1964年（昭和39年）に法人化し、株式会社新星堂となる。以来、CD・DVD販売の他、書籍などの販売も展開している。
以前は楽器関連事業も行ったが、クレイマーやスタインバーガーの輸入代理業務は2008年（平成20年）に終了、2013年（平成25年）2月1日に楽器店舗「ROCK INN」や音楽教室等の音楽店舗事業、リッケンバッカー、カール・ヘフナー等の楽器輸入代理店業務から撤退して一部を除き山野楽器に移譲された。「新星堂スポーツ」としてスポーツ事業も1968年（昭和43年）から展開していたが、2006年（平成18年）4月4日にヤマノスポーツシステムズに営業譲渡して撤退している。
2006年（平成18年）3月22日、当時カルチュア・コンビニエンス・クラブの子会社であったTSUTAYAと資本・業務提携し、6月13日に第三者割当増資によりTSUTAYAが14.9%の筆頭株主になるとともに、新星堂がTSUTAYAとのフランチャイズ契約を締結した。TSUTAYAと新星堂をあわせると業界でシェア1位だった。この関係で、新星堂はTポイント加盟店となった。その後、レンタルと販売の両方を行うTSUTAYAと提携効果を生むために、多額のシステム投資が必要なことが判明し、2008年（平成20年）12月31日限りでTSUTAYAとのフランチャイズ契約を解除してTポイントからも脱退することになった。
一部店舗により異なるが、交通系電子マネーや楽天Edy、WAONなどの電子マネー決済を導入している店舗もある。ただし、PiTaPa決済は難波店のみ。
2008年（平成20年）2月28日、3期連続の赤字により、事業再生計画を発表した。2008年8月4日に、第三者割当増資により、大和証券SMBCプリンシパル・インベストメンツ株式会社が過半数の株式を保有する筆頭株主となった（事業再生業務の一環での株式保有のため、子会社とは扱わない）。
2011年（平成23年）1月27日に、光通信と資本・業務提携し、同社の子会社であるテレコムサービスとの間でスマートフォン端末を店舗で販売するための合弁会社を設立する合弁契約を締結した。同年2月24日に、光通信が第三者割当増資により4.34%出資し、第4位の株主となった（大和証券SMBCPIは支配株主ではなくなる）。その資金で、同年3月1日に合弁会社・新星堂モバイルプラス株式会社（49%出資）を設立し、2012年（平成24年）2月時点で16店舗を展開したが、販売実績は低迷し同年11月には4店舗に縮小した。同年12月に光通信との資本提携の解消と合弁会社の解散を決定している（2013年11月に新星堂モバイルプラスの株式を譲渡）。
2012年12月、ワンダーコーポレーション（後のREXT Holdings）と資本業務提携契約を結び、2013年2月に株式公開買付けにより大和証券SMBCプリンシパル・インベストメンツの保有株式がワンダーコーポレーションに移転。同社の子会社となった。また同月ワンダーコーポレーションは大和証券SMBCプリンシパル・インベストメンツから譲り受けた債権のうち43億2300万円を放棄、2013年2月期は債務超過を解消した。
2015年12月、ワンダーコーポレーションは、2016年（平成28年）2月23日付で、自主再建を断念した新星堂（現在の東京証券取引所スタンダードでの上場廃止）を吸収合併した。
2016年（平成28年）7月1日、ワンダーコーポレーションの運営するWonderGOOと共に、再びTポイント加盟店となった。
2022年6月、運営元のワンダーコーポレーションと同じRIZAPグループのジーンズメイトとHAPiNSを吸収分割。事業運営先がREXT（ジーンズメイト）に引き継がれた。
1984年に子会社として独自レーベル・オーマガトキを立ち上げ、スターダストレビュー（2001年から2005年まで在籍）、Something ELse等を擁していたが、一連の経営再建との絡みもあり2013年10月、日本コロムビアに売却した。但し、商品の取り扱いは継続している。

## 展開店舗

### 映像・音楽ソフト販売店舗
- 新星堂
- 新星堂ONLINE - 音楽・映像ソフト通販サイト。その後、新星堂WonderGOO（楽天市場店、Yahoo!店）の2店舗に代替。
- 新星堂カルチェ5 - かつては映像・音楽ソフトだけでなく、下記楽器店・書籍販売・携帯電話販売・スポーツ用品販売を行っていた複合店。現在は楽器店・スポーツ店事業の撤退などにより、他の店舗と取扱商品はほとんど変わらなくなっている。2023年現在も「カルチェ5」を継続して名乗っている店舗は下記の柏店のみだが、他の新星堂と大差はなくなっている。
  - 柏店（「新星堂」名義では、現在は映像・音楽ソフト新作のみ） - かつて扇屋ジャスコ[16]が営業していたビルで、かつては全フロアが新星堂の店舗だった。現在は2階の一部で新譜CDのみが新星堂の店舗（それ以外はTSUTAYA（3階と4階の一部）、PIA（地下1階）、サンドラッグ（1階）、サウンドクルー（2階の一部、後述）、バトロコ（4階、後述）となっている）。
  - 閉店した店舗 - 仙台店、郡山店、高崎店、宇都宮店（オリオン通りに存在した。2021年1月10日閉店のトナリエ宇都宮店はJR宇都宮駅前トナリエ宇都宮のテナントのため無関係。）、志木店、大垣店(閉店したアクアウォーク大垣店とは無関係)、神戸店、博多店（博多店は通常店舗に変更）、ルミネ新宿店、西荻窪店
- Tea for Two Records
- Shinseido Shopping Site - インターネット通信販売サイト。

### かつて展開していた店舗形態

#### 映像・音楽ソフト販売店舗
- 新星堂高円寺レコード - コンセプトショップ（大人のためのレコード屋）。2010年1月24日閉店。
- 音楽のある生活 by SHISEIDO - コンセプトショップ（雑貨や文具等の取扱もあり）。2021年8月31日にビーンズ阿佐ヶ谷店の閉店によりブランド消滅。同時に新星堂は創業地の杉並区から撤退した。

#### 書籍専門店
- 新星堂書店
  - 上記の新星堂カルチェ5柏店3階が最後まで残っていたが、新星堂書店名義では2018年5月に閉店した[17]。9月10日に、TSUTAYA名義の書店・文具店としてリニューアルされた。新星堂書店時代、柏店では、周辺に気象大学校・東京理科大学（野田キャンパス）・日本大学（松戸歯学部）などの学術機関が多いことから、理工系など学術専門書の扱いが比較的多いのが特徴であった[18]。2015年に4階は閉鎖され、4階で扱っていた学術書や学習参考書、漫画本のコーナーも3階に集約された。4階の跡地はトレーディングカードゲームの専用バトル会場「バトロコ」[19]と、TSUTAYAの一部となっている。

#### 楽器専門店
- ROCK INN
  - 2013年2月1日をもって楽器事業部門は山野楽器に事業譲渡されたため、現在は山野楽器ROCK INNとなっている。後に、ROCK INNとして継続する店舗と、「サウンドクルー」という別ブランドで展開する店舗に分けられた。

#### 音楽教室
- ミュージックサロン仙台店
  - 現在は山野楽器の音楽教室となっている。